# Accesso all'informazione pubblica in Europa
Accesso all'informazione pubblica e libertà di informazione sono termini che si riferiscono al diritto di accedere alle informazioni detenute dagli enti pubblici; tale diritto è conosciuto anche come "diritto alla conoscenza". L'accesso alla pubblica informazione è considerato di fondamentale importanza per il funzionamento dei sistemi democratici, in quanto incrementa la responsabilità e trasparenza di governi e pubblici ufficiali, accrescendo la partecipazione informata dei cittadini alla vita pubblica. La premessa fondamentale del diritto ad accedere all'informazione pubblica è che l'informazione detenuta dalle istituzioni governative deve essere pubblica e può essere nascosta solo sulla basi di ragioni legittime, le quali devono essere dettagliatamente espresse dalla legge. L'accesso alla pubblica informazione si basa sul principio secondo il quale in un sistema democratico i cittadini devono essere nelle condizioni di accedere ad un'ampia portata di informazioni per poter partecipare alla vita pubblica e confrontarsi consapevolmente con le questioni riguardanti le loro vite.
Il diritto d'accesso all'informazione pubblica è una componente del diritto fondamentale alla libertà di parola stabilito dall'articolo 19 della Dichiarazione universale dei diritti umani (1948), che afferma che il diritto fondamentale alla libertà di espressione comprende la libertà "di cercare, ricevere e condividere informazioni e idee attraverso ogni media e a prescindere dai confini". L'accesso alla pubblica informazione e la libertà di informazione sono riconosciuti come diritti umani in tre dei maggiori sistemi regionali dei diritti umani, cioè Americhe, Europa e Africa, e allo stesso modo nei maggiori strumenti internazionali.
Il diritto d'accesso all'informazione pone due obblighi per gli enti pubblici. In primo luogo, il dovere proattivo di rendere pubbliche le informazioni chiave riguardanti le attività di autorità e governi; secondariamente, l'obbligo morale di rispondere alla richiesta di informazione da parte dei cittadini, pubblicando documenti pubblici in originale o copie di tali documenti.
Negli ultimi dieci anni, il diritto di informazione e d'accesso all'informazione pubblica è stato riconosciuto in un numero di stati sempre maggiore e molte leggi sul modello del Freedom of Information Act (FOIA) statunitense sono state adottate in tutto il mondo, anche nei paesi in via di sviluppo. Se nel 1990 solo 13 stati avevano una legge sulla libertà di informazione, oggi sono 100 le leggi di questo tipo in tutto il mondo.
Nel 2015 la Conferenza generale dell'UNESCO ha votato per designare il 28 settembre come Giornata internazionale per l'accesso universale alle informazioni. La giornata è stata in precedenza celebrata come "Giornata del diritto alla conoscenza" già a partire dal 2002.

## Quadro generale
Il diritto d'accesso all'informazione si basa sul principio secondo il quale i cittadini hanno il diritto di sapere come il potere viene esercitato e come i soldi pubblici vengono spesi, posto che gli enti pubblici sono eletti dai cittadini e sostenuti dai contribuenti. L'accesso all'informazione pubblica è prerequisito per la trasparenza di governi e pubblici ufficiali e permette ai cittadini di prendere decisioni informate, rappresentando in questo modo un elemento fondamentale per il corretto funzionamento dei sistemi democratici. Gli standard internazionali hanno confermato che le informazioni detenute dagli enti pubblici devono essere di pubblico dominio. La Convenzione del Consiglio d'Europa sull'accesso ai documenti officiali (2009) afferma che "tutti i documenti ufficiali sono per principio pubblici e possono essere tenuti nascosti solo per proteggere altri diritti e interessi legittimi".
Più di 100 stati in tutto il mondo hanno adottato leggi nazionali che tutelano l'accesso alle informazioni e agli atti amministrativi sul modello del Freedom of Information Act (FOIA) degli Stati Uniti per rendere effettivo il diritto alla conoscenza. La prima legge sull'accesso all'informazione pubblica fu adottata in Svezia nel 1766, dopodiché si dovette aspettare quasi un secolo per veder approvata la seconda legge di questo tipo, in Finlandia nel 1951, e a seguire negli Stati Uniti nel 1966. Durante gli anni Settanta e Ottanta ci fu una modesta ma costante crescita delle leggi FOIA, con una vera e propria espansione dopo il 1989, dovuta all'attivismo dei gruppi della società civile nell'Europa centro-orientale durante la transizione dal post-comunismo alla democrazia. Il grande passo avanti nel campo dell'accesso alle informazioni che ha portato all'ampliamento della definizione e della portata del diritto di accesso alle informazioni, si è unito a una reazione coordinata della società civile per contrastare il controllo sulle informazioni esercitate dai regimi comunisti nel blocco sovietico. È stato questo movimento a dare un valido contributo allo sviluppo dell'accesso all'informazione come diritto nel senso di vero e proprio diritto umano. Una decisione del 1992 della Corte costituzionale ungherese ha stabilito che l'accesso alle informazioni è un "diritto fondamentale", essenziale per permettere ai cittadini di esercitare controllo sulla legittimità e l'efficienza del governo. Inoltre, gruppi ambientalisti e associazioni di consumatori hanno contribuito all'affermazione del diritto alla conoscenza.
Tutti gli otto paesi ex comunisti che hanno aderito all'Unione europea nel 2004 avevano già una legge sulla libertà di informazione; anche la Romania e la Bulgaria avevano una loro legge quando hanno aderito all'UE nel 2007; allo stesso modo la Croazia aveva già avuto una legge per l'accesso alle informazioni, in vigore da dieci anni, quando è entrata nell'UE nel 2013.
Ad oggi, 48 dei 56 stati membri dell'OSCE hanno leggi specifiche per l'accesso alle informazioni.
Il diritto di accesso all'informazione pone governi ed enti pubblici di fronte a due obblighi: in primo luogo, il dovere di rendere pubbliche le informazioni chiave sulle attività svolte dagli enti pubblici; in secondo luogo, l'obbligo di rispondere alle richieste di accesso ai documenti da parte dei cittadini, rendendo disponibili i documenti originali o condividendo copie di questi documenti e informazioni.
L'accesso alle informazioni è un diritto che comprende due parti: la prima è una componente proattiva, cioè l'obbligo degli enti pubblici di fornire, rendere pubblici e diffondere informazioni sulle loro attività, budget e politiche, in modo che i cittadini possano meglio comprendere la loro attività, partecipare in maniera consapevole alla vita pubblica e monitorare il comportamento delle autorità pubbliche. La seconda componente è reattiva, e comporta il diritto di tutti i cittadini di richiedere informazioni e documenti agli enti pubblici, insieme al diritto di ricevere una risposta da parte di questi. In linea di principio, tutte le principali informazioni detenute da organismi pubblici dovrebbero poter essere rese disponibili per i cittadini, mentre le eccezioni alla divulgazione dovrebbero essere giustificate solo nel caso della protezione di altri valori, quali la privacy, la sicurezza nazionale o gli interessi commerciali.
In occasione della prima Giornata internazionale per l'accesso universale alle informazioni ufficialmente riconosciuta e celebrata il 28 settembre 2016, i gruppi della società civile europea al lavoro per rafforzare il diritto di accesso alle informazioni pubbliche hanno sollevato alcune preoccupazioni: nonostante i significativi progressi, esistono ancora lacune di vasta portata, specialmente per quanto riguarda la trasparenza del processo decisionale. Secondo tali organizzazioni, tra i principali ostacoli alla apertura e trasparenza del governo vi è l'inadeguatezza della registrazione e conservazione delle informazioni degli enti pubblici: i verbali delle riunioni dei funzionari pubblici non sono registrati, gli scambi con i lobbisti non sono disponibili, le decisioni pubbliche sono adottate senza giustificazione adeguata o prove documentate disponibili al pubblico. Un ulteriore problema riguarda l'eccessiva quantità di eccezioni alla trasparenza, in particolar modo adducendo la privacy a motivo per non rivelare le attività dei funzionari pubblici nello svolgimento delle loro funzioni. Inoltre, le organizzazioni della società civile europea sono particolarmente preoccupate per la mancanza di trasparenza del processo decisionale sia a livello nazionale che a livello UE, come nel caso del rifiuto da parte dell'UE di divulgare documenti sull'accordo sui rifugiati tra l'Unione Europea e la Turchia.

## Accesso all'informazione come diritto umano
Una grande spinta verso l'avanzamento del diritto di accesso all'informazione come diritto fondamentale si è avuta grazie all'attivismo dei movimenti della società civile, che contrastava il controllo dei regimi sulle informazioni nei paesi comunisti nel blocco sovietico. Un documento fondamentale in tal senso è la decisione del 1992 della Corte costituzionale ungherese che definiva l'accesso alle informazioni come "diritto fondamentale", essenziale per il controllo da parte dei cittadini sulla legittimità e l'efficienza del governo.
Gradualmente, diverse decisioni dei tribunali nazionali e internazionali hanno trattato l'accesso all'informazione come un diritto umano fondamentale, fornendo così un valido caso giudiziario per i cittadini che ricorrono ai tribunali per difendere qualsiasi rifiuto delle autorità di fornire accesso alle informazioni pubbliche. Tali decisioni si basano su una serie di dichiarazioni, patti e convenzioni sui diritti umani a livello internazionale, regionale e comunitario. In primo luogo, il diritto di accedere alle informazioni pubbliche è riconosciuto come un diritto fondamentale e come componente del diritto alla libertà di espressione nell'articolo 19 della Dichiarazione universale dei diritti umani, nell'articolo 19 del Patto internazionale sui diritti civili e politici, e nell'articolo 13 della Convenzione americana dei diritti dell'uomo. A livello regionale, tutti e tre i principali sistemi regionali dei diritti umani, in particolare nelle Americhe, in Europa e in Africa, hanno riconosciuto la libertà di informazione come diritto umano universale. Nel luglio 2011, il Comitato per i Diritti umani delle Nazioni Unite ha confermato che il diritto alla libertà di espressione sancito nell'articolo 19 del Patto internazionale sui diritti civili e politici include il diritto di accesso alle informazioni pubbliche.
L'articolo 42 della Carta dei diritti fondamentali dell'Unione Europea stabilisce il diritto di accesso ai documenti delle istituzioni europee, riconosciuto anche dall'articolo 15 del Trattato sul funzionamento dell'Unione Europea ("Trattato di Lisbona"). Nel 2009, la Corte Europea per i diritti umani, sulla base dell'articolo 10 della Convenzione europea per la salvaguardia dei diritti dell'uomo, che è l'articolo sulla libertà di espressione, ha dato riconoscimento al diritto fondamentale all'accesso alle informazioni detenute dagli enti pubblici. Nello specifico, la Corte ha stabilito che il diritto all'informazione è protetto nel caso particolare del "monopolio dell'informazione", cioè quando gli enti pubblici sono gli unici ad avere le informazioni richieste, e quando i media e le organizzazioni della società civile necessitano le informazioni per scopi di trasparenza pubblica. La decisione della Corte Europea abbraccia una decisione presa nel 2006 dalla Corte interamericana dei diritti umani, che sosteneva l'articolo 13 della Convenzione americana dei diritti dell'uomo: tale articolo afferma che ogni individuo ha il diritto di richiedere informazioni alle autorità pubbliche, e le autorità pubbliche hanno l'obbligo di fornire tali informazioni.
Infine, molti stati di tutto il mondo riconoscono il diritto all'informazione o all'accesso ai documenti pubblici nelle loro costituzioni, sia nell'ambito del diritto alla libertà di espressione sia separatamente e specificamente come diritto di accesso a informazioni o documenti. Almeno 50 paesi in tutto il mondo, inclusi 29 paesi dell'OSCE, hanno costituzioni che includono tali disposizioni.

## Benefici sociali dell'accesso all'informazione pubblica
La trasparenza, rafforzata attraverso il diritto di accedere alle informazioni pubbliche, comporta una serie di vantaggi fondamentali per le società democratiche, in particolare la responsabilità, la partecipazione e l'efficienza. In primo luogo, l'accesso alle informazioni pubbliche rafforza la responsabilità pubblica, in quanto contribuisce a rendere i governi e i funzionari pubblici più responsabili delle loro azioni e decisioni. In secondo luogo, il diritto alla conoscenza accresce la partecipazione dei cittadini alla vita pubblica, poiché rende disponibili informazioni che li possono aiutare a prendere decisioni più efficaci su questioni che riguardano direttamente la loro vita, e a partecipare con opinioni informate nei dibattiti pubblici e nel processo decisionale. In terzo luogo, l'accesso alle informazioni pubbliche contribuisce all'efficacia del processo decisionale, in quanto la divulgazione incoraggia le istituzioni pubbliche a gestire e organizzare meglio le informazioni e può contribuire a migliorare la comunicazione tra gli enti pubblici. Inoltre, l'accesso alle informazioni può servire anche ad altri obiettivi sociali. Ad esempio, l'accesso alle cartelle cliniche può aiutare le persone a migliorare il processo decisionale personale e prendere decisioni migliori in merito a cure mediche, pianificazione finanziaria e simili. Infine, l'accesso alle informazioni può facilitare pratiche commerciali efficaci in quanto alcune delle informazioni detenute da enti pubblici in relazione a questioni economiche possono essere molto utili per le imprese e possono pertanto contribuire ad accrescere l'efficacia del settore imprenditoriale.